# Dericorys vitrea
Dericorys vitrea is een rechtvleugelig insect uit de familie Dericorythidae. De wetenschappelijke naam van deze soort is voor het eerst geldig gepubliceerd in 1957 door Bey-Bienko.